# ダラス・ウインズ
ダラス・ウインズ（Dalla Winds）もしくはダラス・ウインド・シンフォニー（Dallas Wind Sympony；DWS）は、アメリカ合衆国テキサス州ダラスに本拠を置くプロの吹奏楽団（コンサートバンド）である。

## 概要
1985年に、キム・キャンベル（Kim Campbell）と、南メソジスト大学音楽科教授のハワード・ダン（Howard Dunn）によって設立された。当初は、地域のフリーランスのプロの演奏家をメンバーとして難曲に挑む活動を行っていたが、1990年に、モートン・メイヤーソン・シンフォニー・センター（Morton H. Meyerson Symphony Center）を拠点とし本格的な活動を開始した。
1991年にハワード・ダンが死去し、1993年にはテキサス大学オースティン校のバンド・ディレクターであったジェリー・ジャンキン（Jerry Junkin）が芸術監督・指揮者に就任した。また、フレデリック・フェネルが1990年代半ばから2004年に死去するまで首席客演指揮者を務めた。
積極的にレコーディングを行っており、過去に4枚のアルバムがグラミー賞にノミネートされている。
- 1994年 "Trittico" （年間製作者賞クラシック部門）
- 1998年 "Holidays and Epipahnies"（年間製作者賞クラシック部門）
- 2007年 "Garden of Dreams"（最優秀アルバム技術賞クラシック部門）
- 2019年 "John Williams at the Movies"　（最優秀アルバム技術賞クラシック部門）

## ディスコグラフィ
- The Brass and the Band (1988)  - Chicago Brass Quintetとの共演
- Plays Holst (1990)
- Fiesta! (1990)
- Fennell Favorites (1991)
- Trittico (1992)
- Testament (1992)  - Turtle Creek Choraleとの共演
- Pomp and Pipes (1993)
- Beachcomber (1994)
- Arnold for Band (1995)
- Holidays and Epiphanies... the music of Ron Nelson (1998)
- Marches I've Missed (1998)
- Strictly Sousa (2001)
- Garden of Dreams (2006)
- Midwest Clinic (2006)
- Crown Imperial (2007)
- Lincolnshire Posy (2008)
- Horns for the Holidays (2011)
- Playing with Fire (2011)
- Lassus Trombone (2012)
- Redshift: Music for Trumpet and Winds (2014)
- John Williams at the Movies (2018)
- Asphalt Cocktail: The Music of John Mackey (2019)